# Elena d'Ungheria (regina di Croazia)
Elena d'Ungheria, detta anche Elena la Bella (in croato Jelena Lijepa; in ungherese Ilona) (... – 1091 circa), fu una regina consorte della Croazia.

## Biografia
La principessa ungherese Elena era figlia del re Béla I e di Richeza, sorella di Ladislao, nipote del re della polacco Miecislao II e pronipote dello zar Samuele di Bulgaria.
Elena divenne regina di Croazia contraendo il matrimonio con il re croato Demetrius Zvonimir, un cugino alla lontana che sposò nel 1063. La coppia ebbe un figlio di nome Radovan, che morì tra la tarda adolescenza e i vent'anni, e due figlie chiamate Claudia e Vinica.
Elena intrattenne legami familiari saldi con sua nipote Piroska, madre dell'imperatore bizantino Manuele I Comneno.
Elena era molto popolare tra i croati, che la chiamavano spesso "Jelena Lijepa" ("Elena la bella"); si pensa che a corte esercitò una certa influenza.
Alla morte di Zvonimir, si narra che Elena abbia tramato di nascosto per far ereditare la corona croata a suo fratello, il re d'Ungheria, scatenando un decennio di guerra e instabilità nel regno poi terminato con l'unione personale tra Croazia e Ungheria durata in essere fino al 1918. Elena morì intorno al 1091.

## Ascendenza
|                         |                       |                        | Genitori                |  |  | Nonni |  |  | Bisnonni |  |  | Trisnonni          |  |
|                         |                       |                        |                         |  |  |       |  |  | Mihály   |  |  | Taksony d'Ungheria |  |
|                         |                       |                        |                         |  |  |       |  |  | Mihály   |  |  | Taksony d'Ungheria |  |
|                         |                       | …                      |                         |  |  |       |  |  | Mihály   |  |  |                    |  |
| Vazul                   |                       |                        |                         |  |  |       |  |  | Mihály   |  |  |                    |  |
|                         |                       | …                      | …                       |  |  |       |  |  |          |  |  |                    |  |
|                         |                       | …                      | …                       |  |  |       |  |  |          |  |  |                    |  |
|                         |                       | …                      | …                       |  |  |       |  |  |          |  |  |                    |  |
| Béla I d'Ungheria       |                       | …                      |                         |  |  |       |  |  |          |  |  |                    |  |
|                         |                       | …                      | …                       |  |  |       |  |  |          |  |  |                    |  |
|                         |                       | …                      | …                       |  |  |       |  |  |          |  |  |                    |  |
|                         |                       | …                      | …                       |  |  |       |  |  |          |  |  |                    |  |
| …                       |                       | …                      |                         |  |  |       |  |  |          |  |  |                    |  |
|                         |                       | …                      | …                       |  |  |       |  |  |          |  |  |                    |  |
|                         |                       | …                      | …                       |  |  |       |  |  |          |  |  |                    |  |
|                         |                       | …                      | …                       |  |  |       |  |  |          |  |  |                    |  |
| Elena d'Ungheria        |                       | …                      |                         |  |  |       |  |  |          |  |  |                    |  |
|                         | Boleslao I di Polonia | Miecislao I di Polonia |                         |  |  |       |  |  |          |  |  |                    |  |
|                         | Boleslao I di Polonia | Miecislao I di Polonia |                         |  |  |       |  |  |          |  |  |                    |  |
|                         | Boleslao I di Polonia | Dubrawka               |                         |  |  |       |  |  |          |  |  |                    |  |
| Miecislao II di Polonia | Boleslao I di Polonia |                        |                         |  |  |       |  |  |          |  |  |                    |  |
|                         |                       | Enmilda                | Drobomir                |  |  |       |  |  |          |  |  |                    |  |
|                         |                       | Enmilda                | Drobomir                |  |  |       |  |  |          |  |  |                    |  |
|                         |                       | Enmilda                | …                       |  |  |       |  |  |          |  |  |                    |  |
| Richeza di Polonia      |                       | Enmilda                |                         |  |  |       |  |  |          |  |  |                    |  |
|                         |                       | Azzo di Lotaringia     | Ermanno I di Lotaringia |  |  |       |  |  |          |  |  |                    |  |
|                         |                       | Azzo di Lotaringia     | Ermanno I di Lotaringia |  |  |       |  |  |          |  |  |                    |  |
|                         |                       | Azzo di Lotaringia     | Eylwig di Dillingen     |  |  |       |  |  |          |  |  |                    |  |
| Richeza di Lotaringia   |                       | Azzo di Lotaringia     |                         |  |  |       |  |  |          |  |  |                    |  |
|                         |                       | Matilde di Germania    | Ottone II di Sassonia   |  |  |       |  |  |          |  |  |                    |  |
|                         |                       | Matilde di Germania    | Ottone II di Sassonia   |  |  |       |  |  |          |  |  |                    |  |
|                         |                       | Matilde di Germania    | Teofano                 |  |  |       |  |  |          |  |  |                    |  |
|                         |                       | Matilde di Germania    |                         |  |  |       |  |  |          |  |  |                    |  |